# Kanton Amiens-1 (Ouest)
Kanton Amiens-1 (Ouest) (fr. Canton d'Amiens-1 (Ouest)) byl francouzský kanton v departementu Somme v regionu Pikardie. Skládal se ze tří obcí. Zrušen byl po reformě kantonů 2014.

## Obce kantonu
- Amiens (západní část)
- Dreuil-lès-Amiens
- Saveuse